# Sant Joanet (Alps Marítims)
Sant Joanet (en francès Saint-Jeannet) és un municipi francès situat al departament dels Alps Marítims i a la regió de Provença – Alps – Costa Blava.

## Demografia
| 1962                                       | 1968  | 1975  | 1982  | 1990  | 1999  | 2006  |
| ------------------------------------------ | ----- | ----- | ----- | ----- | ----- | ----- |
| 1.079                                      | 1.421 | 1.843 | 2.436 | 3.188 | 3.594 | 3.634 |
| Des de 1962: població sense dobles comptes |       |       |       |       |       |       |

## Administració
| Període   | Identitat           | Partit        |
| --------- | ------------------- | ------------- |
| 2001-2008 | Gérard Nirascou     | UMP           |
| 2008-     | Jean-Michel Semperé | Divers droite |